# فرودگاه ناخون ساوان
فرودگاه ناخون ساوان (به انگلیسی: Nakhon Sawan Airport) یک فرودگاه همگانی است که یک باند فرود آسفالت دارد و طول باند آن ۱۳۶۶ متر است. این فرودگاه در کشور تایلند قرار دارد و در ارتفاع ۳۴ متری از سطح دریا واقع شده‌است.